# Petrophila anna
Petrophila anna is een vlinder uit de familie van de grasmotten (Crambidae), uit de onderfamilie van de Acentropinae. De wetenschappelijke naam van deze soort is voor het eerst gepubliceerd in 2018 door Maria Alma Solis en Paul M. Tuskes.
De soort komt voor in de Verenigde Staten.